# Подорожниковые
Подорожниковые (лат. Plantaginaceae) — семейство двудольных растений порядка Ясноткоцветные, включающее в соответствии с системой классификации APG IV по состоянию на июнь 2024 года 107 родов и 2 277 видов растений.
Представители семейства — однолетние или многолетние травы, распространённые по всей планете.

## Ботаническое описание
Стебли у одних представителей слабо развиты, так что листья, не представляющие большей частью резкого расчленения на пластинку и черешок, бывают собраны в прикорневую розетку; у других представителей стебли развитые, ветвистые и густо усаженные узкими листьями. Прилистников нет.
Цветки мелкие, не резко заметные, редко одиночные (у Litorella), у большинства же собраны в густые колосья или головки, поднимающиеся на более или менее длинной стрелке над розеткой листьев, у видов же с ветвистым стеблем соцветия занимают верхушку ветвей. Цветок правильного строения, обоеполый, редко (у Litorella, Bougueria) однополый. Околоцветник двойной, состоящий из четырёхраздельной чашечки и четырёхзубчатого венчика; тычинок одна, две или четыре; нити у них очень длинные, выносящие далеко из венчика подвижные пыльники; пестик один с верхней одно-, дву- или четырёхгнездой завязью и с длинным нитевидным перистым столбиком; в каждом гнезде завязи на центральном семеноносце по нескольку семяпочек.
Плод — орешек (у Litorella, Bougueria) или коробочка, вскрывающаяся поперечной трещиной (у Plantago). Семена мелкие, белковые.

## Классификация

### Таксономия
- Plantaginaceae  Juss., 1789, Gen. Pl. 89–90

Семейство Подорожниковые включается в порядок Ясноткоцветные (Lamiales) клады Ламииды, последовательно входящей в более крупные клады Астериды → Суперастериды → Эвдикоты → Цветковые растения. Таксономическая схема в соответствии с Системой APG IV по состоянию на декабрь 2023 года:
|  |                          |  |                                   |                        |                          |  | еще 23 семейства |           |  |             |
|  |                          |  |                                   |                        |                          |  |                  |           |  |             |
|  |                          |  |                                   | порядок Ясноткоцветные |                          |  |                  |           |  |             |
|  |                          |  |                                   |                        |                          |  |                  |           |  | 2 277 видов |
|  | клада Цветковые растения |  |                                   |                        | семейство Подорожниковые |  |                  | 107 родов |  |             |
|  | клада Цветковые растения |  |                                   |                        |                          |  |                  | 107 родов |  |             |
|  |                          |  | ещё 63 порядка цветковых растений |                        |                          |  |                  |           |  |             |
|  |                          |  |                                   |                        |                          |  |                  |           |  |             |

## Роды
Семейство включает 107 родов.
- Acanthorrhinum
- Achetaria
- Adenosma — Аденосма
- Albraunia
- Ameroglossum
- Amphianthus
- Anarrhinum
- Angelonia — Ангелония
- Antirrhinum — Львиный зев
- Aragoa
- Asarina — Азарина
- Bacopa — Бакопа
- Basistemon
- Benjaminia
- Boelckea
- Braunblanquetia
- Bryodes
- Bythophyton
- Callitriche — Болотник
- Campylanthus
- Chaenorhinum — Хеноринум
- Cheilophyllum
- Chelone — Хелоне
- Chionophila
- Collinsia — Коллинсия
- Conobea
- Cymbalaria — Цимбалярия
- Darcya
- Deinostema — Дейностема
- Dermatobotrys
- Digitalis — Наперстянка
- Dintera
- Dizygostemon
- Dopatrium — Допатриум
- Ellisiophyllum
- Encopella
- Epixiphium
- Erinus — Эринус
- Galvezia — Гальвезия
- Gambelia
- Globularia — Шаровница, или Глобулярия
- Gratiola — Авран
- Hemianthus
- Hemiphragma
- Hippuris — Хвостник
- Holmgrenanthe
- Holzneria
- Howelliella
- Hydrotriche — Гидротрихе
- Kashmiria
- Keckiella
- Kickxia — Киксия
- Lafuentea — Лафуэнтия
- Lagotis — Лаготис
- Limnophila — Лимнофила
- Linaria — Льнянка
- Littorella — Прибрежница, или Прибрежник
- Lophospermum — Лофоспермум
- Mabrya
- Maeviella
- Maurandella
- Maurandya — Маурандия
- Mecardonia — Мекардония
- Melosperma
- Misopates — Мизопатес
- Mohavea
- Monopera
- Monttea
- Morgania
- Nanorrhinum
- Neogaerrhinum
- Neopicrorhiza
- Nothochelone
- Nuttallanthus
- Otacanthus
- Ourisia — Урисия
- Paederota — Падерота
- Paederotella
- Pennellianthus
- Penstemon — Пенстемон
- Philcoxia — Пикрориза
- Picrorhiza
- Plantago — Подорожник
- Poskea — Поскея
- Psammetes
- Pseudorontium
- Rhodochiton — Родохитон
- Russelia — Русселия
- Sairocarpus
- Schistophragma
- Schizosepala
- Schweinfurthia
- Scoparia
- Scrofella
- Sibthorpia
- Sophronanthe
- Stemodia
- Tetranema — Тетранема
- Tetraulacium
- Tonella
- Trapella — Трапелла
- Uroskinnera
- Veronica — Вероника
- Veronicastrum — Вероникаструм
- Wulfenia — Вульфения
- Wulfeniopsis

### Трибы
В некоторых источниках роды семейства подразделяются на 12 триб
- Angelonieae
- Antirrhineae
- Callitricheae
- Cheloneae
- Digitalideae
- Globularieae
- Gratioleae
- Hemiphragmeae
- Plantagineae
- Russelieae
- Sibthorpieae
- Veroniceae